# Lambda Cephei
Lambda Cephei (λ Cep / 22 Cephei) es una estrella en la constelación de Cefeo de magnitud aparente +5,05. Es una estrella alejada cuya distancia respecto al sistema solar, de acuerdo a la nueva reducción de los datos de paralaje del satélite Hipparcos, es de 1955 años luz.

## Características
Lambda Cephei es una supergigante azul de tipo espectral O6I.
Su temperatura superficial es extraordinariamente alta —38.900 ± 866 K— y su luminosidad es unas 377.000 veces superior a la del Sol, la mayor parte de su radiación emitida en la región ultravioleta.
No obstante, en el espectro visible, su luminosidad todavía es 15.000 veces mayor que la luminosidad solar.
Aunque Lambda Cephei es una estrella muy masiva, no existe consenso en cuanto al valor exacto de su masa.
De acuerdo a su tipo espectral, puede ser 62 veces más masiva que el Sol, pero otros modelos sitúan su masa en torno a las 33 masas solares.
Tiene un radio estimado 21 veces más grande que el del Sol y gira sobre sí misma con una velocidad de rotación proyectada de 200 km/s.
Muestra un contenido metálico muy parecido al solar ([Fe/H] = +0,03).
Pese a su estatus de supergigante, se ha sugerido que aún podría seguir fusionando su hidrógeno interno en helio.
Su edad más probable es de sólo 2,9 millones de años, apenas un 0,06% de la edad actual del Sol.
En cuanto a su evolución, finalizará su vida explosionando como una brillante supernova; el remanente estelar será una estrella de neutrones e incluso podría dar lugar a un agujero negro.

## Cinemática
La alta velocidad relativa de Lambda Cephei en relación con el Sol -83 km/s, unas cinco veces mayor que el valor habitual— apunta a que es una estrella fugitiva; éstas son estrellas que se mueven a través del espacio con una velocidad inusitadamente alta en comparación con otras estrellas de su entorno.
De hecho, su movimiento a través del espacio indica que hace 2,5 millones de años Lambda Cephei salió despedida de la asociación estelar Cepheus OB3.
Se ha sugerido que su condición de estrella fugitiva puede ser el resultado de un encuentro con un sistema binario masivo.